# Liste des épisodes de The Angry Video Game Nerd
Cette page recense les épisodes de la web-série The Angry Video Game Nerd,.

## Épisodes pilotes (2004)
La web-série est à ce moment appelée Bad NES Games.
Les deux épisodes pilotes étaient disponibles (avant d'être publiés sur Youtube) dans une collection de quatre vidéocassettes intitulé "Cinemassacre Gold Collection"
| Épisode | Titre                         | Durée | Date d'enregistrement | Date de publication Youtube | Sujet de l'épisode                    |
| ------- | ----------------------------- | ----- | --------------------- | --------------------------- | ------------------------------------- |
| 1       | Castlevania II: Simon's Quest | 9:25  | 25 mai 2004           | 8 avril 2006                | Castlevania II: Simon's Quest sur NES |
| 2       | Dr. Jekyll and Mr. Hyde       | 6:29  | 15 juin 2004          | 8 avril 2006                | Dr. Jekyll and Mr. Hyde sur NES       |

## Saison 1 (2006)
La web-série est à ce moment appelée The Angry Nintendo Nerd jusqu'à l'épisode 15.
| Épisode | Titre                                                                 | Durée | Date               | Sujet de l'épisode et notes |
| ------- | --------------------------------------------------------------------- | ----- | ------------------ | --- |
| 3       | The Karate Kid                                                        | 4:29  | 10 février 2006    | The Karate Kid (en) sur NES |
| 4       | Who Framed Roger Rabbit                                               | 3:46  | 24 avril 2006      | Who Framed Roger Rabbit (en) sur NES |
| 5       | Teenage Mutant Ninja Turtles                                          | 7:05  | 21 juin 2006       | Teenage Mutant Ninja Turtles sur NES |
| 6       | Back to the Future                                                    | 6:43  | 21 juillet 2006    | Back to the Future et Back to the Future Part 2 & 3 sur NES |
| 7       | McKids                                                                | 7:07  | 30 août 2006       | McDonaldland sur NES |
| 8       | Wally Bear and the NO! Gang                                           | 7:37  | 1er septembre 2006 | Wally Bear and the NO! Gang (en) sur NES |
| 9       | Master Chu and the Drunkard Hu                                        | 4:20  | 8 septembre 2006   | Master Chu and the Drunkard Hu sur NES |
| 10      | Top Gun                                                               | 7:35  | 15 septembre 2006  | Top Gun (en) et Top Gun: The Second Mission sur NES |
| 11      | Double Dragon 3                                                       | 4:10  | 22 septembre 2006  | Double Dragon III: The Rosetta Stone sur NES |
| 12      | Friday the 13th                                                       | 12:22 | 13 octobre 2006    | Friday the 13th sur NES |
| 13      | Nightmare on Elm Street                                               | 14:46 | 31 octobre 2006    | A Nightmare on Elm Street sur NES |
| 14      | The Power Glove                                                       | 12:28 | 15 novembre 2006   | Super Glove Ball, Metroid, Double Dragon, Castlevania, Kung Fu Heroes, Bubble Bobble, Salamander, Jackal, Zelda II: The Adventure of Link, R.C. Pro-Am, Rad Racer, Top Gun, Mike Tyson's Punch-Out!!, Contra, et Super Mario Bros. sur NES en utilisant le Power Glove. |
| 15      | Chronologically Confused About Bad Movie and Video Game Sequel Titles | 11:34 | 18 novembre 2006   | Il s'agit du premier épisode après le changement du nom de la série pour The Angry Video Game Nerd, le nom précédent ayant été abandonné afin d'éviter de rencontrer des problèmes de droits d'auteur et aussi pour traiter plus de jeux.                               |
| 16      | Rocky                                                                 | 9:46  | 14 décembre 2006   | Rocky sur Master System |
| 17      | Bible Games                                                           | 21:29 | 23 décembre 2006   | Bible Adventures, Bible Buffet, Spiritual Warfare, King of Kings: The Early Years sur NES et Super 3D Noah's Ark sur Super Nintendo |

## Saison 2 (février 2007 - février 2008)
| Épisode | Titre                                                       | Durée | Date de première publication (GT) | Date de publication Youtube | Sujet de l'épisode et notes |
| ------- | ----------------------------------------------------------- | ----- | --------------------------------- | --------------------------- | --- |
| 18 & 19 | Teenage Mutant Ninja Turtles III - Part 1 & 2               | 11:44 | 25 janvier 2007                   | 11 septembre 2020           | Le film Les Tortues ninja 3 C'est l'un des rares épisodes à être exclusif au site Cinemassacre et aux DVDs. C'est aussi un des rares épisodes dans lesquels n'est pas fait mention de Angry Video Game Nerd mais Angry Movie Nerd, à l'origine un projet de spin-off où le Nerd critiquerait des films. Le double épisode a été remonté pour pouvoir être publié sur Youtube.                  |
| 20      | Atari 5200                                                  | 10:39 | 13 février 2007                   | 25 juillet 2008             | La console de jeu Atari 5200 |
| 21      | Ghostbusters                                                | 17:29 | 27 février 2007                   | 6 août 2008                 | Ghostbusters sur NES |
| 22      | Ghostbusters: Follow-Up                                     | 11:27 | 20 mars 2007                      | 26 août 2008                | Ghostbusters sur NES, Ghostbusters sur Atari 2600 et Ghostbusters sur Master System |
| 23      | Ghostbusters: Conclusion                                    | 13:11 | 3 avril 2007                      | 9 septembre 2008            | Ghostbusters II sur NES et Ghostbusters sur Sega Genesis |
| 24      | Spider-man                                                  | 10:32 | 17 avril 2007                     | 22 septembre 2008           | Spider-Man sur Atari 2600, Spider-Man: Return of the Sinister Six sur NES, The Amazing Spider-Man sur Game Boy et Spider-Man 2 sur Game Boy Advance |
| 25      | Sega CD                                                     | 13:12 | 2 mai 2007                        | 18 novembre 2008            | La console Sega CD, ainsi que Ground Zero Texas, Slam City with Scottie Pippen, Double Switch, Night Trap, Corpse Killer, Time Gal, Lethal Enforcers, The Adventures of Willy Beamish, Road Avenger, Jurassic Park, Prize Fighter, Sol-Feace, The Terminator, Sherlock Holmes: Consulting Detective, Dracula Unleashed, Bram Stoker's Dracula, Wonder Dog, Sewer Shark et Sonic CD sur Sega CD |
| 26      | Sega 32X                                                    | 9:04  | 15 mai 2007                       | 6 décembre 2008             | L'extension 32X, ainsi que Primal Rage, Doom, Virtua Fighter et Star Wars Arcade sur 32X |
| 27      | Silver Surfer                                               | 11:17 | 5 juin 2007                       | 8 décembre 2008             | Silver Surfer sur NES |
| 28      | Die Hard                                                    | 9:03  | 19 juin 2007                      | 21 janvier 2009             | Die Hard sur NES |
| 29      | Independance Day                                            | 6:09  | 3 juillet 2007                    | 4 juillet 2009              | Independance Day sur PlayStation |
| 30      | The Simpsons                                                | 13:17 | 17 juillet 2007                   | 3 février 2009              | The Simpsons: Bart vs. the Space Mutants et The Simpsons: Bart vs. the World sur NES |
| 31      | Bugs Bunny's Birthday Blowout                               | 8:43  | 7 août 2007                       | 16 février 2009             | The Bugs Bunny Blowout sur NES |
| 32      | Atari Porn                                                  | 10:03 | 22 août 2007                      | Jamais publié               | Custer's Revenge, Beat 'Em and Eat 'Em, Bachelor Party, Gigolo, Philly Flasher, Cathouse Blues, Knight on the Town et Jungle Fever sur Atari 2600. C'est l'un des rares épisodes à être exclusif au site Cinemassacre et aux DVDs dû au sujet abordé. |
| 33      | Nintendo Power                                              | 14:42 | 4 septembre 2007                  | 4 juin 2009                 | Le magazine Nintendo Power |
| 34      | Fester's Quest                                              | 9:25  | 18 septembre 2007                 | 1 juillet 2009              | Fester's Quest sur NES et The Addams Family sur Sega Genesis |
| 35      | Texas Chainsaw Massacre                                     | 12:46 | 9 octobre 2007                    | 8 octobre 2008              | Massacre à la tronçonneuse sur Atari 2600 |
| 36      | Halloween                                                   | 16:05 | 30 octobre 2007                   | 30 octobre 2008             | Halloween, Haunted House et Frankenstein Monster sur Atari 2600 |
| 37      | Dragon's Lair                                               | 9:22  | 20 novembre 2007                  | 15 juillet 2009             | Dragon's Lair sur borne d'arcade et sur NES |
| 38      | An Angry Nerd Christmas Carol: Part 1                       | 5:54  | 18 décembre 2007                  | 17 décembre 2008            | Home Alone 2: Lost in New York sur NES |
| 39      | An Angry Nerd Christmas Carol: Part 2                       | 9:42  | 23 décembre 2007                  | 19 décembre 2008            | Shaq Fu sur Super Nintendo, Far Cry Vengeance, Super Monkey Ball: Banana Blitz et Boogie sur Wii |
| 40      | Chronologically Confused About the Legend of Zelda Timeline | 19:01 | 8 janvier 2008                    | 19 juillet 2009             | Comme dit au début de l'épisode, cet épisode était originellement annulé et écrit en novembre 2006. |
| 41      | Rambo                                                       | 13:14 | 22 janvier 2008                   | 7 août 2009                 | Rambo sur NES, Rambo: First Blood Part II et Rambo 3 sur Master System |

## Saison 3 (février 2008 - février 2009)
| Épisode | Titre                            | Durée | Date de première publication (GT) | Date de publication Youtube      | Sujet de l'épisode |
| ------- | -------------------------------- | ----- | --------------------------------- | -------------------------------- | --- |
| 42      | Virtual Boy                      | 15:34 | 19 février 2008                   | 24 août 2009                     | La console Virtual Boy. ainsi que Mario's Tennis, Galactic Pinball, Teleroboxer, Red Alarm, Virtual Boy Wario Land, Panic Bomber: Bomberman, Mario Clash, Nester's Funky Bowling, Virtual League Baseball, Vertical Force, Golf, 3D Tetris, Waterworld et Jack Bros. sur Virtual Boy |
| 43      | The Wizard of Oz                 | 11:32 | 4 mars 2008                       | 11 septembre 2009                | Le Magicien d'Oz sur Super Nintendo |
| 44      | Double Vision: Part 1            | 10:04 | 25 mars 2008                      | 17 septembre 2009                | La console Intellivision et l'accessoire Intellivoice, ainsi que Space Battle, Mission X, Utopia, Masters of the Universe: The Power of He-Man, Vectron, Tron: Deadly Discs, Thin Ice, Advanced Dungeons and Dragons: Cloudy Mountain, Space Spartans, Microsurgeon, Frogs and Flies, Buzz Bombers, Space Hawk, Boxing et Snafu sur Intellivision |
| 45      | Double Vision: Part 2            | 8:24  | 8 avril 2008                      | 25 septembre 2009                | La console Colecovision ainsi que Montezuma's Revenge, Rocky Super Action Boxing, Cabbage Patch Kids: Adventures in the Park, Campaign '84, Chuck Norris Superkicks, Dance Fantasy, Dr. Seuss' Fix-Up the Mix-Up Puzzler, Learning with Leeper, Looping, Robin Hood, Slurpy, Les Schtroumpfs, WarGames et War Room sur Colecovision |
| 46      | The Wizard & Super Mario Bros. 3 | 17:19 | 22 avril 2008                     | 8 novembre 2009 (mais a disparu) | Le film L'Enfant génial et Super Mario Bros. 3 sur NES C'est l'un des rares épisodes à être exclusif au site Cinemassacre et aux DVDs. L'épisode a été supprimé de Youtube en raison de problèmes liés au droit d'auteur. La version DVD a été coupée pour enlever la critique sur L'Enfant génial et ne conserver que celle de Super Mario Bros. 3 afin d'éviter de nouveaux problèmes de droits. L'épisode a été republié sur la chaîne secondaire, Cinemassacre Plays, le 12 octobre 2013 dans la version DVD. Pour être de nouveau publié sur la chaîne principale, accessible uniquement via la playlist officielle. |
| 47      | NES Accessories                  | 13:51 | 14 mai 2008                       | 24 novembre 2009                 | Les accessoires NES Zapper, Miracle Piano, Power Pad, SpeedBoard, LaserScope, U-Force sur NES et le Super Scope sur Super Nintendo |
| 48      | Indiana Jones Trilogy            | 18:43 | 20 mai 2008                       | 12 décembre 2009                 | Raiders of the Lost Ark sur Atari 2600, Indiana Jones and the Temple of Doom, Indiana Jones and the Last Crusade sur NES et Indiana Jones' Greatest Adventures sur Super Nintendo |
| 49      | Star Trek                        | 10:45 | 11 juin 2008                      | 7 mai 2009                       | Star Trek: The Motion Picture sur Vectrex, Star Trek: Strategic Operations Simulator sur Atari 2600, Star Trek: Strategic Operations Simulator sur Colecovision et Star Trek: 25th Anniversary sur NES |
| 50      | Superman                         | 11:46 | 26 juin 2008                      | 1 janvier 2010                   | Superman sur Atari 2600 et Superman sur NES |
| 51      | Superman 64                      | 10:37 | 8 juillet 2008                    | 13 janvier 2010                  | Superman: Man of Steel sur Commodore 64 et Superman sur Nintendo 64 |
| 52      | Batman Part I                    | 11:45 | 22 juillet 2008                   | 27 janvier 2010                  | Batman: The Caped Crusader sur Commodore 64, Batman: The Video Game sur NES, Batman Returns sur Super Nintendo et Sega CD, The Adventures of Batman and Robin, Batman Forever sur Super Nintendo et Batman Returns sur Lynx |
| 53      | Batman Part II                   | 9:42  | 10 août 2008                      | 29 janvier 2010                  | Batman: Return of the Joker sur NES, GameBoy et Sega Genesis |
| 54      | Deadly Towers                    | 8:20  | 19 août 2008                      | 28 février 2010                  | Deadly Towers sur NES |
| 55      | Battletoads                      | 7:52  | 3 septembre 2008                  | 17 mars 2010                     | Battletoads sur NES |
| 56      | Dick Tracy                       | 14:04 | 16 septembre 2008                 | 28 mars 2010                     | Dick Tracy sur NES |
| 57      | Dracula                          | 11:57 | 14 octobre 2008                   | 2 octobre 2009                   | The Count sur Commodore VIC-20, Dracula sur Intellivision, Drac's Night Out et Sesame Street Countdown sur NES, Bram Stoker's Dracula sur NES, Super Nintendo, Sega Genesis et Sega CD et Dracula: Crazy Vampire sur Game Boy |
| 58      | Frankenstein                     | 14:08 | 29 octobre 2008                   | 13 octobre 2009                  | Mary Shelley's Frankenstein et Dr. Franken sur Super Nintendo et Frankenstein: The Monster Returns sur NES |
| 59      | CD-i Part I                      | 7:57  | 12 novembre 2008                  | 14 avril 2010                    | Hotel Mario sur CD-i |
| 60      | CD-i Part II                     | 12:35 | 25 novembre 2008                  | 20 avril 2010                    | Zelda: The Wand of Gamelon sur CD-i |
| 61      | CD-i Part III                    | 14:15 | 9 décembre 2008                   | 28 avril 2010                    | Link: The Faces of Evil et Zelda's Adventure sur CD-i |
| 62      | Bible Games Part II              | 17:00 | 23 décembre 2008                  | 19 décembre 2009                 | Exodus: Journey to the Promised Land, Noah's Ark, Joshua and the Battle of Jericho, Menace Beach et Sunday Funday sur NES, Moses the Exodus, David and Goliath et The Story of Samson sur CD-i et King James Bible sur Game Boy |
| 63      | Michael Jackson's Moonwalker     | 10:04 | 7 janvier 2009                    | 14 juillet 2010                  | Michael Jackson's Moonwalker sur Sega Genesis |
| 64      | Milon's Secret Castle            | 11:33 | 27 janvier 2009                   | 14 septembre 2010                | Milon's Secret Castle sur NES |

## Saison 4 (mars 2009 - mars 2010)
| Épisode | Titre                             | Durée | Date de première publication (GT) | Date de publication Youtube | Sujet de l'épisode |
| ------- | --------------------------------- | ----- | --------------------------------- | --------------------------- | --- |
| 65      | Atari Jaguar Part 1               | 8:23  | 16 mars 2009                      | 14 août 2010                | La console Jaguar |
| 66      | Atari Jaguar Part 2               | 14:21 | 25 mars 2009                      | 25 août 2010                | Tempest 2000, Alien vs. Predator, Doom, Attack of the Mutant Penguins, Kasumi Ninja et Cybermorph sur Jaguar |
| 67      | Metal Gear                        | 13:17 | 8 avril 2009                      | 10 novembre 2010            | Metal Gear sur NES |
| 68      | Odyssey                           | 10:58 | 21 avril 2009                     | 26 novembre 2010            | La console Odyssey |
| 69      | X-Men                             | 14:11 | 6 mai 2009                        | 27 novembre 2010            | The Uncanny X-Men et Wolverine sur NES, X-Men en Arcade, X-Men et X-Men 2: Clone Wars sur Sega Genesis |
| 70      | The Terminator                    | 14:54 | 19 mai 2009                       | 7 janvier 2011              | The Terminator sur NES, Super Nintendo et Sega CD |
| 71      | The Terminator 2: Day of Judgment | 13:25 | 2 juin 2009                       | 11 janvier 2011             | Terminator 2: Judgment Day sur NES, Game Boy et Super Nintendo. |
| 72      | Transformers                      | 12:43 | 17 juin 2009                      | 18 janvier 2011             | Transformers: The Battle to Save the Earth sur Commodore 64 et The Transformers: Mystery of Convoy sur Famicom |
| 73      | Mario is Missing!                 | 9:30  | 1er juillet 2009                  | 15 février 2011             | Mario a disparu ! et Mario's Time Machine sur NES et Super Nintendo |
| 74      | Plumbers Don't Wear Ties          | 20:38 | 21 juillet 2009                   | 8 mars 2011                 | La console 3DO et Plumbers Don't Wear Ties sur 3DO |
| 75      | Bugs Bunny's Crazy Castle         | 16:58 | 5 août 2009                       | 15 mars 2011                | Bugs Bunny in Crazy Castle sur NES, Bugs Bunny in Crazy Castle 2 sur Game Boy, Bugs Bunny in Crazy Castle 3 & Bugs Bunny in Crazy Castle 4 sur Game Boy Color et Woody Woodpecker in Crazy Castle 5 sur Game Boy Advance.                                                                            |
| 76      | Super Pitfall!                    | 11:07 | 20 août 2009                      | 22 mars 2011                | Super Pitfall sur NES |
| 77      | Godzilla                          | 15:46 | 4 septembre 2009                  | 14 avril 2011               | Godzilla: Monster of Monsters et Godzilla 2: War of the Monsters sur NES, Godzilla sur Game Boy, Super Godzilla sur Super Nintendo, Godzilla: Kaijuu Daikessen sur Super Famicom, Godzilla: Destroy All Monsters Melee et Godzilla: Save the Earth sur Xbox et Godzilla: Unleashed sur PlayStation 2 |
| 78      | Wayne's World                     | 12:15 | 24 septembre 2009                 | 3 mars 2011                 | Wayne's World sur NES et sur Super Nintendo |
| 79      | Castlevania Part I                | 10:08 | 8 octobre 2009                    | 3 octobre 2010              | Castlevania sur NES |
| 80      | Castlevania Part II               | 12:47 | 21 octobre 2009                   | 12 octobre 2010             | Castlevania II: Simon's Quest et Castlevania III: Dracula's Curse sur NES |
| 81      | Castlevania Part III              | 12:52 | 5 novembre 2009                   | 20 octobre 2010             | Super Castlevania IV et Castlevania: Dracula X sur Super Nintendo et Castlevania sur Nintendo 64 |
| 82      | Castlevania Part IV               | 9:48  | 19 novembre 2009                  | 27 octobre 2010             | Castlevania: Bloodlines sur Sega Genesis et Castlevania: Symphony of the Night sur PlayStation |
| 83      | Little Red Hood                   | 14:54 | 3 décembre 2009                   | 13 mai 2011                 | Little Red Hood - unlicensed NES, jeu hors licence, sur NES |
| 84      | Winter Games                      | 10:28 | 23 décembre 2009                  | 20 décembre 2010            | Winter Games sur NES |
| 85      | Street Fighter 2010               | 17:56 | 6 janvier 2010                    | 10 juin 2011                | Street Fighter 2010: The Final Fight sur NES, Street Fighter sur PC-Engine et Street Fighter: The Movie sur Saturn |
| 86      | Hydlide                           | 8:28  | 20 janvier 2010                   | 14 juin 2011                | Hydlide sur NES |
| 87      | Ninja Gaiden                      | 15:40 | 4 février 2010                    | 14 juin 2011                | Ninja Gaiden sur NES |
| 88      | Swordquest                        | 9:12  | 18 février 2010                   | 2 juillet 2011              | La série Swordquest sur Atari 2600 |
| 89      | Pong Consoles                     | 12:00 | 6 mars 2010                       | 18 juillet 2011             | Plusieurs consoles de salon Pong |

## Saison 5 (mai 2010 - avril 2011)
| Épisode | Titre                                | Durée | Date de première publication (GT) | Date de publication Youtube | Console de test | Sujet de l'épisode et notes |
| ------- | ------------------------------------ | ----- | --------------------------------- | --------------------------- | --- | --- |
| 90      | Action 52                            | 26:50 | 30 avril 2010                     | 21 juillet 2011             | NES | Action 52 Cet épisode contient une des rares apparitions du personnage "Shit Pickle". |
| 91      | Cheetahmen                           | 20:25 | 9 juin 2010                       | 11 août 2011                | NES et Sega Genesis | Action 52 et Cheetahmen II |
| 92      | Game Glitches                        | 16:07 | 8 juillet 2010                    | 2 septembre 2011            | NES, SNES, Atari 2600, Wii et PS2 | Bogues et glitches dans Pac-Man, Super Team Games, Metal Gear, Mike Tyson's Punch-Out!!, Mega Man 2, Mega Man 5, Cheetahmen II, Double Dragon, Super Mario Bros., Super Mario Bros. 2 et Super Mario Bros. 3, Super Mario World, Mountain King, The Legend of Zelda: Twilight Princess et Rocky Cet épisode contient comme quest star, Kevin Finn qui joue le rôle du Game Graphic Glitch Gremlin. |
| 93      | Zelda II: The Adventure of Link      | 15:07 | 4 août 2010                       | 15 novembre 2011            | NES | Zelda II: The Adventure of Link Dans cet épisode, Game Graphic Glitch Gremlin réapparait après l'épisode précédent. |
| 94      | Back to the Future Re-Revisited      | 23:04 | 3 septembre 2010                  | 1 décembre 2011             | Top Gun, Who Framed Roger Rabbit, Teenage Mutant Ninja Turtles, Back to the Future, Back to the Future Part 2 & 3 sur NES, Back to the Future Part 3 sur Sega Genesis et Super Back to the Future 2 sur Super Famicom | |
| 95      | Dr. Jekyll and Mr. Hyde Re-Revisited | 16:40 | 7 octobre 2010                    | 31 octobre 2011             | Dr. Jekyll and Mr. Hyde sur NES | |
| 96      | Lester the Unlikely                  | 10:44 | 4 novembre 2010                   | 26 décembre 2011            | Lester the Unlikely sur Super Nintendo | |
| 97      | How The Nerd Stole Christmas         | 12:07 |                                   | 6 décembre 2010             | Cet épisode est publié exclusivement sur YouTube. | |
| 98      | Day Dreamin' Davey                   | 14:00 | 5 janvier 2011                    | 30 décembre 2011            | Day Dreamin' Davey sur NES | |
| 99      | Star Wars Games                      | 22:28 | 3 février 2011                    | 9 février 2012              | Cette section est vide, insuffisamment détaillée ou incomplète. Votre aide est la bienvenue ! Comment faire ? | |
| 100     | R.O.B. the Robot                     | 18:52 | 3 mars 2011                       | 15 mars 2012                | Gyromite et Stack-Up sur NES avec l'accessoire R.O.B. Cet épisode célèbre l'épisode 100 de l'AVGN, revenant même sur un accessoire qui a été volontairement oublié dans l'épisode 47 de la saison 3, NES Accessories. Cet épisode a été supprimé puis a été publié sur sa chaîne secondaire, Cinemassacre Plays, le 11 novembre 2016 pour finalement être de nouveau publié sur sa chaîne officielle le 15 octobre 2019 mais en non répertoriée, accessible uniquement via la playlist. | |
| 101     | Steven Spielberg Games               | 21:18 | 6 avril 2011                      | 12 avril 2012               | Cette section est vide, insuffisamment détaillée ou incomplète. Votre aide est la bienvenue ! Comment faire ? | |

## Saison 6 (juillet 2011 - décembre 2011)
| Épisode | Titre                                          | Durée | Date de première publication (GT) | Date de publication Youtube | Sujet de l'épisode et notes |
| ------- | ---------------------------------------------- | ----- | --------------------------------- | --------------------------- | --- |
| 102     | The Making of an Angry Video Game Nerd Episode | 35:05 | 7 juillet 2011                    | 1 mai 2012                  | Barbie sur NES. Le véritable sujet de l'épisode est le processus de réalisation d'un épisode de sa série.                                            |
| 103     | Kid Kool                                       | 8:14  | 3 août 2011                       | 7 mai 2012                  | Kid Kool sur NES |
| 104     | Nintendo World Championships                   | 17:02 | Publié directement sur Youtube    | 26 août 2011                | Nintendo World Championships sur NES. Cet épisode inclut la présence de Pat Contri, alias "Pat the NES Punk", un autre critique de jeux vidéo rétro. |
| 105     | Dark Castle                                    | 12:17 | Publié directement sur Youtube    | 6 octobre 2011              | Dark Castle sur Sega Genesis et CD-I |
| 106     | Bible Games III                                | 14:14 | Publié directement sur Youtube    | 7 décembre 2011             | King James Bible sur GameBoy, Caltron 6 in 1 et King of Kings: The Early Years sur NES, Spiritual Warfare et Bible Adventures sur Sega Genesis       |

## Saison 7 (juillet 2012 - décembre 2013)
| Épisode | Titre                                          | Durée | Date             | Sujet de l'épisode                                                                                            |
| ------- | ---------------------------------------------- | ----- | ---------------- | --- |
| 107     | Schwarzenegger Games                           | 22:26 | 23 juillet 2012  | Total Recall, Last Action Hero, Conan, Commando et Predator sur NES                                           |
| 108     | Ghosts'n Goblins                               | 17:04 | 23 octobre 2012  | Ghosts'n Goblins sur NES                                                                                      |
| 109     | Atari Sports                                   | 12:42 | 17 décembre 2012 | Cette section est vide, insuffisamment détaillée ou incomplète. Votre aide est la bienvenue ! Comment faire ? |
| 110     | Ikari Warriors                                 | 20:39 | 6 mars 2013      | Ikari Warriors sur NES                                                                                        |
| 111     | Toxic Crusaders                                | 14:42 | 30 avril 2013    | Toxic Crusaders sur NES, Sega Genesis et Game Boy                                                             |
| 112     | Bill & Ted's Excellent Adventure               | 17:52 | 30 juin 2013     | Bill & Ted's Excellent Adventure sur NES                                                                      |
| 113     | Tiger Electronic Games                         | 18:39 | 6 septembre 2013 | Plusieurs jeux électroniques conçus par Tiger Electronics et la console Game.com                              |
| 114     | Alien 3                                        | 10:17 | 21 octobre 2013  | Alien 3 sur NES                                                                                               |
| 115     | AVGN Games!                                    | 21:55 | 20 novembre 2013 | Plusieurs jeux vidéo amateurs sur le thème de la web-série et Angry Video Game Nerd Adventures sur PC         |
| 116     | Wish List: Part 1 – Sonic the Hedgehog & more! | 15:07 | 17 décembre 2013 | Cette section est vide, insuffisamment détaillée ou incomplète. Votre aide est la bienvenue ! Comment faire ? |
| 117     | Wish List: Part 2 – Bubsy 3D & more!           | 15:27 | 19 décembre 2013 | Cette section est vide, insuffisamment détaillée ou incomplète. Votre aide est la bienvenue ! Comment faire ? |

## Saison 8 (2014)
| Épisode | Titre                                   | Durée | Date             | Sujet de l'épisode et notes                                                                                         |
| ------- | --------------------------------------- | ----- | ---------------- | --- |
| 118     | Big Rigs: Over the Road Racing          | 15:44 | 19 mars 2014     | Big Rigs: Over the Road Racing sur PC                                                                               |
| 119     | Desert Bus                              | 15:30 | 28 mai 2014      | Penn & Teller's Smoke and Mirrors sur Sega CD et Castlevania II: Simon's Quest Redaction sur NES                    |
| 120     | E.T. Atari 2600                         | 7:00  | 10 octobre 2014  | E.T. the Extra-Terrestrial sur Atari 2600                                                                           |
| 121     | Beetlejuice                             | 13:53 | 14 octobre 2014  | Beetlejuice sur NES                                                                                                 |
| 122     | Tagin' Dragon                           | 3:50  | 11 décembre 2014 | Tagin' Dragon (en) sur NES Il s'agit du premier épisode dans une série spéciale de Noël nommée 12 Days of Shitsmas. |
| 123     | ALF                                     | 4:01  | 12 décembre 2014 | ALF sur Sega Master System                                                                                          |
| 124     | Crazy Bus                               | 4:06  | 13 décembre 2014 | Crazy Bus sur 32X                                                                                                   |
| 125     | Ren & Stimpy: Fire Dogs                 | 5:16  | 14 décembre 2014 | The Ren & Stimpy Show: Fire Dogs sur Super Nintendo                                                                 |
| 126     | Rocky and Bullwinkle                    | 4:06  | 15 décembre 2014 | The Adventures of Rocky and Bullwinkle and Friends sur NES                                                          |
| 127     | Mary-Kate and Ashley "Get a Clue"       | 4:15  | 16 décembre 2014 | Mary-Kate and Ashley: Get a Clue sur GameBoy Color                                                                  |
| 128     | V.I.P. with Pamela Anderson             | 4:53  | 17 décembre 2014 | V.I.P. with Pamela Anderson sur PlayStation                                                                         |
| 129     | Lethal Weapon                           | 4:37  | 18 décembre 2014 | Lethal Weapon sur NES                                                                                               |
| 130     | Porky's                                 | 6:02  | 19 décembre 2014 | Porky's sur Atari 2600                                                                                              |
| 131     | HyperScan                               | 6:32  | 20 décembre 2014 | La console HyperScan et les jeux X-Men, Ben 10, Interstellar Wrestling League et Marvel Heroes                      |
| 132     | Universal Studios Theme Parks Adventure | 11:29 | 21 décembre 2014 | Universal Studios Theme Parks Adventure sur GameCube                                                                |
| 133     | LJN Video Art                           | 8:43  | 22 décembre 2014 | La console LJN Video Art (en)                                                                                       |

## Saison 9 (2015)
| Épisode | Titre                               | Durée | Date             | Console de test      | Sujet de l'épisode                                                                               |
| ------- | ----------------------------------- | ----- | ---------------- | -------------------- | ------------------------------------------------------------------------------------------------ |
| 134     | Hong Kong 97                        | 12:46 | 26 mars 2015     | Super Famicom        | Hong Kong 97.                                                                                    |
| 135     | Darkwing Duck                       | 13:48 | 13 mai 2015      | NES et TurboGrafx-16 | Moon Ranger, Kid Niki: Radical Ninja, Dudes with Attitude, Death Bots, Mad Max et Darkwing Duck. |
| 136     | Seamen                              | 17:24 | 29 juillet 2015  | Dreamcast            | Seaman.                                                                                          |
| 137     | The Crow                            | 9:42  | 30 octobre 2015  | Sega Saturn          | The Crow: City of Angels.                                                                        |
| 138     | Mortal Kombat Mythologies: Sub-Zero | 12:03 | 22 décembre 2015 | Nintendo 64          | Mortal Kombat Mythologies: Sub-Zero.                                                             |

## Saison 10 (2016)
| Épisode | Titre                             | Durée | Date             | Sujet de l'épisode |
| ------- | --------------------------------- | ----- | ---------------- | --- |
| 139     | MEGA MAN Games (DOS, PS1, PS2)    | 25:06 | 6 avril 2016     | Mega Man X5, Mega Man, Mega Man 3, Mega Man Legends/Mega Man 64, Mega Man Soccer Cet épisode célèbre les 10 ans de la chaîne Cinemassacre (chaîne de l'AVGN) et pour le coup, un carton sur l'épisode apparait (qu'on n'a pas revu depuis l'épisode 100) et le Nerd voyage à travers le passé de l'émission et parle à son passé. Notamment : Pendant l'épisode 29 sur Independence Day en 2007. Pendant l'épisode 13 sur A Nightmare on Elm Street avec les 3 clones du Nerds en 2006 (à l'époque où cela s’appelait encore "The Angry Nintendo Nerd") Pendant l'épisode 2 sur Dr. Jekyll and Mr. Hyde en 2004 (à l'époque où cela s’appelait encore "Bad NES Games"). |
| 140     | Paperboy                          | 16:05 | 26 mai 2016      | Paperboy sur NES |
| 141     | Beavis and Butt-Head              | 14:18 | 16 août 2016     | MTV's Beavis and Butt-Head sur Sega Genesis |
| 142     | Berenstain Bears                  | 19:41 | 18 octobre 2016  | Extreme Sports with The Berenstain Bears, Berenstain Bears KidVid Talking Video Game Set, Smurfs Save the Day: KidVid et The Berenstain Bears' Camping Adventure. |
| 143     | Sega Activator Interactor Menacer | 11:52 | 20 décembre 2016 | Cet épisode a comme vedette invitée Keith Apicary. Cet épisode est dédié aux accessoires de la Sega Genesis les accessoires testés sont : Le Sega Activator sorti en 1993 avec les jeux Eternal Champions et Streets of Rage 2. L'Aura Interactor sorti en 1994 avec les jeux Evander Holyfield's "Real Deal" Boxing et Street Fighter II: Champion Edition. Le TeeVGolf avec les jeux Sonic the Hedgehog: Not For Resale et PGA European Tour. Le VictorMaxx Virtual Reality Stuntmaster sorti en 1993 Le Batter Up sorti en 1994. Le Sega Menacer sorti en 1994 avec le jeu T2: The Arcade Game.                                                                      |

## Saison 11 (2017)
| Épisode | Titre                            | Durée | Date              | Sujet de l'épisode |
| ------- | -------------------------------- | ----- | ----------------- | --- |
| 144     | Power Rangers                    | 20:15 | 23 mars 2017      | Choujin Sentai Jetman et Kyoryu Sentai Zyuranger sur Famicom, Mighty Morphin Power Rangers sur Super Nintendo, Sega Genesis, Sega CD et Game Boy, Mighty Morphin Power Rangers: The Movie sur Super Nintendo et Game Boy et Power Rangers: Lightspeed Rescue sur Nintendo 64 |
| 145     | Sonic '06                        | 16:47 | 20 avril 2017     | Sonic the Hedgehog sur Xbox 360 |
| 146     | Planet of the Apes               | 12:34 | 4 juillet 2017    | La Planète des singes sur PlayStation |
| 147     | Game Boy Accessories             | 16:16 | 15 août 2017      | Cette section est vide, insuffisamment détaillée ou incomplète. Votre aide est la bienvenue ! Comment faire ? |
| 148     | Treasure Master                  | 10:02 | 20 septembre 2017 | Cette section est vide, insuffisamment détaillée ou incomplète. Votre aide est la bienvenue ! Comment faire ? |
| 149     | Wrestling Games                  | 11:55 | 05 octobre 2017   | Cette section est vide, insuffisamment détaillée ou incomplète. Votre aide est la bienvenue ! Comment faire ? |
| 150     | Polybius                         | 22:18 | 26 octobre 2017   | Avant sa diffusion sur la chaîne principale le 26 octobre, l'épisode était diffusé sur la chaîne secondaire, découpée en 6 vidéos. |
| 151     | Robocop NES Games                | 13:52 | 19 novembre 2017  | Cette section est vide, insuffisamment détaillée ou incomplète. Votre aide est la bienvenue ! Comment faire ? |
| 152     | Sonic 2006 Part 2                | 13:34 | 30 novembre 2017  | Cette section est vide, insuffisamment détaillée ou incomplète. Votre aide est la bienvenue ! Comment faire ? |
| 153     | Charlie's Angels                 | 9:42  | 6 décembre 2017   | Cette section est vide, insuffisamment détaillée ou incomplète. Votre aide est la bienvenue ! Comment faire ? |
| 154     | Star Wars: Masters of Teras Kasi | 8:47  | 13 décembre 2017  | Cette section est vide, insuffisamment détaillée ou incomplète. Votre aide est la bienvenue ! Comment faire ? |
| 155     | Lightspan Adventures             | 15:37 | 22 décembre 2017  | Cette section est vide, insuffisamment détaillée ou incomplète. Votre aide est la bienvenue ! Comment faire ? |

## Saison 12 (2018)
| Épisode | Titre                                 | Durée | Date              | Sujet de l'épisode |
| ------- | ------------------------------------- | ----- | ----------------- | --- |
| 156     | Earthbound                            | 39:31 | 25 avril 2018     | EarthBound sur Super Nintendo |
| 157     | Dirty Harry                           | 11:51 | 24 juin 2018      | Dirty Harry sur NES |
| 158     | Drake of the 99 Dragons               | 13:28 | 25 septembre 2018 | Drake of the 99 Dragons sur Xbox |
| 159     | Tomb Raider Games                     | 18:57 | 2 octobre 2018    | Tomb Raider : Sur les traces de Lara Croft/Tomb Raider Chronicles, Tomb Raider : L'Ange des ténèbres/Tomb Raider: The Angel of Darkness et Tomb Raider starring Lara Croft                            |
| 160     | Resident Evil: Survivor               | 22:29 | 30 octobre 2018   | Resident Evil: Survivor sur PlayStation |
| 161     | Super & Virtual Hydlide               | 20:36 | 6 novembre 2018   | Super Hydlide sur Sega Genesis et Virtual Hydlide sur Sega Saturn |
| 162     | Amiga CD32                            | 16:25 | 20 novembre 2018  | Dangerous Streets, Super Putty, Naughty Ones (en), Gloom (en), Diggers and Oscar, Bubba 'n' Stix, Surf Ninjas, Kang Fu et Zool sur Amiga CD32                                                         |
| 163     | The Town With No Name (CDTV)          | 15:51 | 5 décembre 2018   | The Town With No Name sur Amiga CD32 |
| 164     | Home Alone Games with Macaulay Culkin | 19:03 | 15 décembre 2018  | Home Alone et Home Alone 2: Lost in New York Cet épisode contient comme quest star Macaulay Culkin, l'ancien acteur principale de Maman, j'ai raté l'avion !/Home Alone qui jouait Kevin McCallister. |

## Saison 13 (2019)
| Épisode | Titre                                         | Durée | Date              | Sujet de l'épisode                                                                                            |
| ------- | --------------------------------------------- | ----- | ----------------- | --- |
| 165     | Chronologically Confused about Kingdom Hearts | 10:28 | 23 janvier 2019   | |
| 166     | Video Game Magazines                          | 14:59 | 13 mars 2019      | Divers magazines de jeux vidéo                                                                                |
| 167     | Aladdin Deck Enhancer                         | 21:45 | 10 avril 2019     | L'accessoire Aladdin Deck Enhancer pour NES                                                                   |
| 168     | Pepsiman                                      | 23:16 | 8 mai 2019        | Pepsiman sur PlayStation                                                                                      |
| 169     | Superman 64 Returns!!                         | 19:09 | 5 juin 2019       | Superman 64 sur Nintendo 64                                                                                   |
| 170     | Life of Black Tiger                           | 23:21 | 31 juillet 2019   | Life of Black Tiger sur PlayStation 4                                                                         |
| 171     | Chex Quest                                    | 16:25 | 21 août 2019      | Chex Quest sur PC                                                                                             |
| 172     | Jurassic Park: Trespasser                     | 24:21 | 25 septembre 2019 | Jurassic Park: Trespasser sur PC                                                                              |
| 173     | The Immortal                                  | 13:19 | 16 octobre 2019   | The Immortal sur NES                                                                                          |
| 174     | Spawn Games                                   | 22:17 | 27 novembre 2019  | Cette section est vide, insuffisamment détaillée ou incomplète. Votre aide est la bienvenue ! Comment faire ? |
| 175     | The Legend of Zelda: Majora's Mask            | 41:04 | 11 décembre 2019  | The Legend of Zelda: Majora's Mask sur Nintendo 64                                                            |

## Saison 14 (2020)
| Épisode | Titre                                             | Durée | Date              | Sujet de l'épisode                                                                                            |
| ------- | ------------------------------------------------- | ----- | ----------------- | --- |
| 176     | Raid 2020                                         | 23:51 | 15 janvier 2020   | Raid 2020 sur NES                                                                                             |
| 177     | Mortal Kombat 1 Ports                             | 22:03 | 11 mars 2020      | Cette section est vide, insuffisamment détaillée ou incomplète. Votre aide est la bienvenue ! Comment faire ? |
| 178     | Mortal Kombat Rip Offs                            | 22:25 | 8 avril 2020      | Cette section est vide, insuffisamment détaillée ou incomplète. Votre aide est la bienvenue ! Comment faire ? |
| 179     | Dennis the Menace                                 | 18:31 | 13 mai 2020       | Cette section est vide, insuffisamment détaillée ou incomplète. Votre aide est la bienvenue ! Comment faire ? |
| 180     | The Incredible Crash Dummies                      | 19:06 | 30 juin 2020      | The Incredible Crash Dummies sur NES                                                                          |
| 181     | Bad Final Fight Games                             | 17:41 | 30 juillet 2020   | Cette section est vide, insuffisamment détaillée ou incomplète. Votre aide est la bienvenue ! Comment faire ? |
| 182     | Mission: Impossible (N64)                         | 16:02 | 21 août 2020      | Cette section est vide, insuffisamment détaillée ou incomplète. Votre aide est la bienvenue ! Comment faire ? |
| 183     | Ecco the Dolphin (Sega Genesis)                   | 16:44 | 30 septembre 2020 | Cette section est vide, insuffisamment détaillée ou incomplète. Votre aide est la bienvenue ! Comment faire ? |
| 184     | Countdown Vampires (PS1)                          | 16:28 | 29 octobre 2020   | Cette section est vide, insuffisamment détaillée ou incomplète. Votre aide est la bienvenue ! Comment faire ? |
| 185     | The Legend of Kage (NES)                          | 15:54 | 13 novembre 2020  | Cette section est vide, insuffisamment détaillée ou incomplète. Votre aide est la bienvenue ! Comment faire ? |
| 186     | Taito Legends (PS2)                               | 34:27 | 30 novembre 2020  | Cette section est vide, insuffisamment détaillée ou incomplète. Votre aide est la bienvenue ! Comment faire ? |
| 187     | The Simpsons: Bartman Meets Radioactive Man (NES) | 14:08 | 15 décembre 2020  | Cette section est vide, insuffisamment détaillée ou incomplète. Votre aide est la bienvenue ! Comment faire ? |

## Saison 15 (2021)
| Épisode | Titre                                        | Durée | Date              | Sujet de l'épisode                                                                                            |
| ------- | -------------------------------------------- | ----- | ----------------- | --- |
| 188     | Shrek: Fairy Tale Freakdown (GBC)            | 15:51 | 15 mars 2021      | Cette section est vide, insuffisamment détaillée ou incomplète. Votre aide est la bienvenue ! Comment faire ? |
| 189     | Darkman (NES)                                | 20:07 | 30 mars 2021      | Cette section est vide, insuffisamment détaillée ou incomplète. Votre aide est la bienvenue ! Comment faire ? |
| 190     | Fear and Loathing in Vegas Stakes            | 26:57 | 30 avril 2021     | Cette section est vide, insuffisamment détaillée ou incomplète. Votre aide est la bienvenue ! Comment faire ? |
| 191     | 3DO Interactive Multiplayer                  | 21:23 | 14 mai 2021       | Cette section est vide, insuffisamment détaillée ou incomplète. Votre aide est la bienvenue ! Comment faire ? |
| 192     | Corpse Killer (3DO)                          | 15:42 | 28 mai 2021       | Cette section est vide, insuffisamment détaillée ou incomplète. Votre aide est la bienvenue ! Comment faire ? |
| 193     | Sega Game Gear VHS Tapes                     | 12:18 | 18 juin 2021      | Cette section est vide, insuffisamment détaillée ou incomplète. Votre aide est la bienvenue ! Comment faire ? |
| 194     | Carmageddon 64 (N64)                         | 10:53 | 9 juillet 2021    | Cette section est vide, insuffisamment détaillée ou incomplète. Votre aide est la bienvenue ! Comment faire ? |
| 195     | Pac-Man 2: The New Adventures (Sega Genesis) | 9:01  | 30 juillet 2021   | Cette section est vide, insuffisamment détaillée ou incomplète. Votre aide est la bienvenue ! Comment faire ? |
| 196     | The Rocketeer (NES & SNES)                   | 18:01 | 20 août 2021      | Cette section est vide, insuffisamment détaillée ou incomplète. Votre aide est la bienvenue ! Comment faire ? |
| 197     | Greendog (Sega Genesis)                      | 15:20 | 10 septembre 2021 | Cette section est vide, insuffisamment détaillée ou incomplète. Votre aide est la bienvenue ! Comment faire ? |
| 198     | Commodore 64                                 | 30:52 | 25 septembre 2021 | Cette section est vide, insuffisamment détaillée ou incomplète. Votre aide est la bienvenue ! Comment faire ? |
| 199     | Freddy & Jason (Commodore 64)                | 24:15 | 27 octobre 2021   | Cette section est vide, insuffisamment détaillée ou incomplète. Votre aide est la bienvenue ! Comment faire ? |
| 200a    | LJN History and Movie Games                  | 25:18 | 7 décembre 2021   | Cette section est vide, insuffisamment détaillée ou incomplète. Votre aide est la bienvenue ! Comment faire ? |
| 200b    | LJN Sports and Marvel Games                  | 25:15 | 10 décembre 2021  | Cette section est vide, insuffisamment détaillée ou incomplète. Votre aide est la bienvenue ! Comment faire ? |
| 200c    | LJN Wrestling and Other Games                | 26:57 | 21 décembre 2021  | Cette section est vide, insuffisamment détaillée ou incomplète. Votre aide est la bienvenue ! Comment faire ? |

## Saison 16 (2022)
| Épisode | Titre                    | Durée | Date             | Sujet de l'épisode                                                                                            |
| ------- | ------------------------ | ----- | ---------------- | --- |
| 201     | The Last Ninja (NES)     | 27:27 | 17 mars 2022     | Cette section est vide, insuffisamment détaillée ou incomplète. Votre aide est la bienvenue ! Comment faire ? |
| 202     | Contra How I Remember It | 28:18 | 28 avril 2022    | Cette section est vide, insuffisamment détaillée ou incomplète. Votre aide est la bienvenue ! Comment faire ? |
| 203     | Purr Pals (Wii)          | 17:58 | 23 juin 2022     | Cette section est vide, insuffisamment détaillée ou incomplète. Votre aide est la bienvenue ! Comment faire ? |
| 204     | Hudson Hawk (NES)        | 18:24 | 31 août 2022     | Cette section est vide, insuffisamment détaillée ou incomplète. Votre aide est la bienvenue ! Comment faire ? |
| 205     | DOOM                     | 29:08 | 30 octobre 2022  | Cette section est vide, insuffisamment détaillée ou incomplète. Votre aide est la bienvenue ! Comment faire ? |
| 206     | Garfield                 | 26:15 | 22 décembre 2022 | Cette section est vide, insuffisamment détaillée ou incomplète. Votre aide est la bienvenue ! Comment faire ? |